# Kenoza (teologia)
Kenoza (gr. κένωσις, kénōsis = "ogołocenie") – pojęcie w teologii katolickiej i protestanckiej interpretujące wcielenie jako dobrowolne, zbawcze uniżenie się Chrystusa, będące wyrazem woli Chrystusa-Boga, odpowiednio do Flp 2, 7: "Chrystus Jezus, istniejąc w postaci boskiej, nie skorzystał ze sposobności, aby na równi być z Bogiem, lecz ogołocił samego siebie".
Niektórzy teolodzy protestanccy XIX w. interpretowali kenozę jako porzucenie lub zawieszenie przez Chrystusa jego atrybutów boskich.
Teolodzy Braci Polskich interpretowali kenozę jako uniżenie się Chrystusa in diebus carnis suae ("za dni ciała swego"), a mianowicie w jego życiu.